# Warrensburg (Misuri)
Warrensburg es una ciudad ubicada en el condado de Johnson en el estado estadounidense de Misuri. En el Censo de 2020 tenía una población de 20,139 habitantes y una densidad poblacional de 838,09 personas por km².

## Geografía
Warrensburg se encuentra ubicada en las coordenadas 38°45′44″N 93°43′48″O / 38.76222, -93.73000. Según la Oficina del Censo de los Estados Unidos, Warrensburg tiene una superficie total de 23.09 km², de la cual 22.92 km² corresponden a tierra firme y (0.74%) 0.17 km² es agua.

## Demografía
| Población de Warrensburg por año |        |
| 1850                             | 241    |
| 1860                             | 982    |
| 1870                             | 2 945  |
| 1880                             | 4 049  |
| 1890                             | 4 706  |
| 1900                             | 4 724  |
| 1910                             | 4 689  |
| 1920                             | 4 811  |
| 1930                             | 5 146  |
| 1940                             | 5 868  |
| 1950                             | 6 857  |
| 1960                             | 9 689  |
| 1970                             | 13 125 |
| 1980                             | 13 807 |
| 1990                             | 15 244 |
| 2000                             | 16 340 |
| 2010                             | 18 838 |
| Est 2018                         | 20 262 |

| Composición de razas | 2017  | 2010   | 2000   |
| -------------------- | ----- | ------ | ------ |
| blancos              | 81 %  | 85,3 % | 86,9 % |
| afroamericanos       | 8 %   | 7,5 %  | 6,46 % |
| latinos              | 3,4 % | 3,1 %  | 2,44 % |
| chino                | 2,9 % | 3,1 %  | 2,44 % |
| amerindios           | 1,1 % | 0,5 %  | 0,64 % |
| isleño del pacífico  | 0,1 % | 0,2 %  | 0,14 % |
| otra                 | 0,2 % | 0,7 %  | 0,78 % |

Según el censo de 2010, había 18838 personas residiendo en Warrensburg. La densidad de población era de 815,86 hab./km². De los 18838 habitantes, Warrensburg estaba compuesto por el 85.28% blancos, el 7.47% eran afroamericanos, el 0.49% eran amerindios, el 2.76% eran asiáticos, el 0.21% eran isleños del Pacífico, el 0.66% eran de otras razas y el 3.12% pertenecían a dos o más razas. Del total de la población el 3.13% eran hispanos o latinos de cualquier raza.

## Transporte

### Carreteras principales
- US 50
- Route 13

### Aire
- Aeropuerto skyhaven

### Otro
- Estación del amtrak de Warrensburg. Va de kansas city a st louis.
- Servicio de autobús de Jefferson Lines
- Servicio de taxi de emergencia